# 忠信镇 (道真县)
忠信镇，是中华人民共和国贵州省遵义市道真仡佬族苗族自治县下辖的一个乡镇级行政单位。

## 行政区划
忠信镇下辖以下地区：
新华村、民星村、石笋村、新民村、甘树湾村、水石脚村和山岩村。